# Heilig Kreuz (Schulenburg)

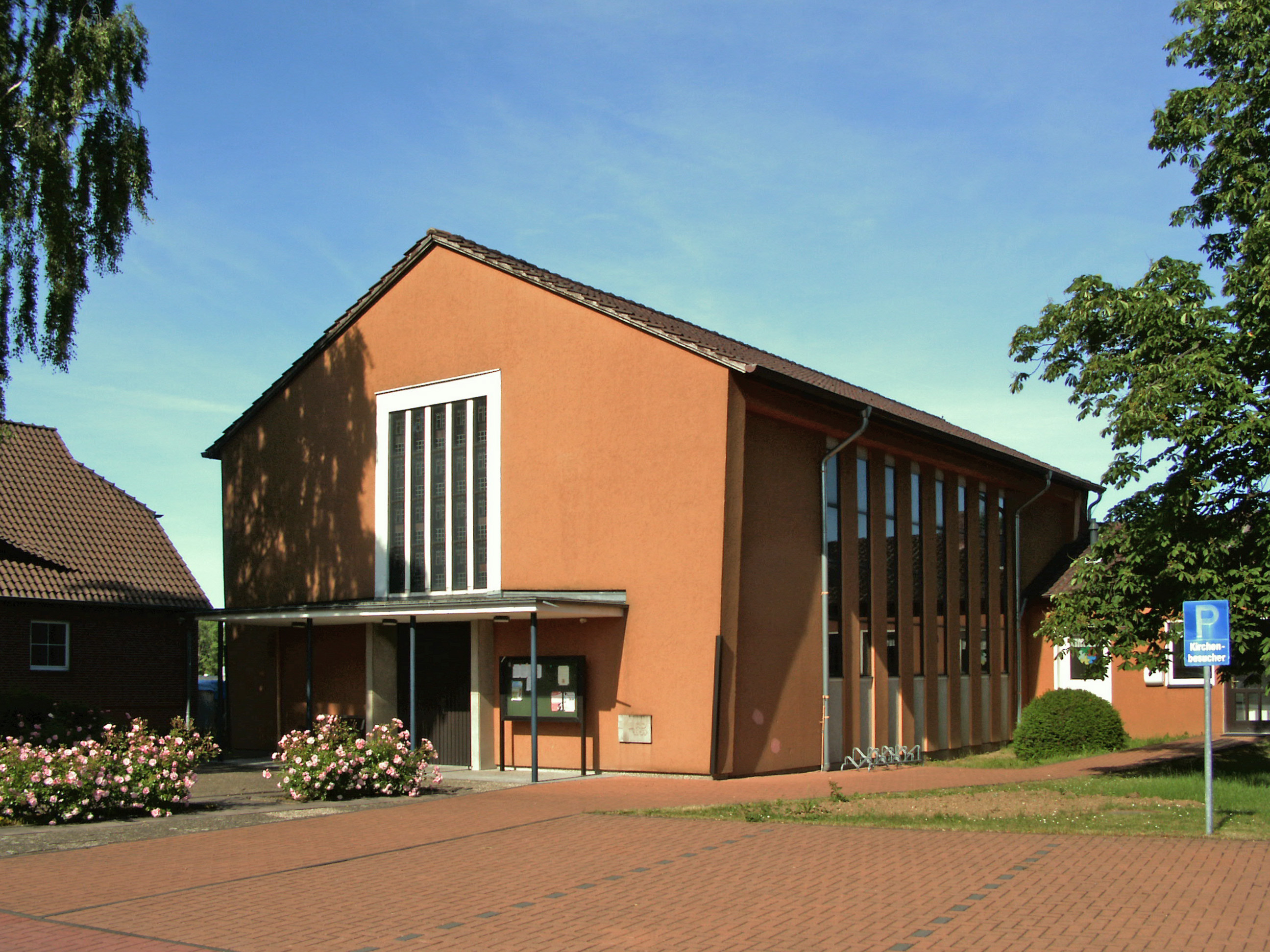
Heilig-Kreuz-Kirche (2011)

Die Kirche Heilig Kreuz war die katholische Kirche in Schulenburg, einem Ortsteil der Stadt Pattensen in der Region Hannover (Niedersachsen). Sie gehörte zuletzt zur Pfarrgemeinde Heilig Geist mit Sitz in Sarstedt, im Dekanat Borsum-Sarstedt des Bistums Hildesheim. Die nach dem Kreuz Christi benannte Kirche befand sich in der Händelstraße 4. Heute befindet sich die nächstgelegene katholische Kirche im 7 km entfernten Nordstemmen.

## Geschichte
Nach dem Zweiten Weltkrieg ließen sich infolge der Flucht und Vertreibung Deutscher aus Mittel- und Osteuropa wieder Katholiken in größerer Zahl im seit der Reformation evangelisch-lutherisch geprägten Schulenburg nieder, sie gehörten zunächst zur Pfarrei St. Joseph Poppenburg. Da die St.-Joseph-Kirche auf der Burg Poppenburg die Zahl der Gottesdienstbesucher nicht mehr fassen konnte, fanden auch in Schulenburg in der evangelischen Kirche katholische Gottesdienste statt.
1959 erfolgte die Grundsteinlegung für die Kirche Heilig Kreuz an der Kirchstraße (später in Händelstraße umbenannt), am 11. September 1960 wurde sie durch Bischof Heinrich Maria Janssen geweiht. Zunächst wurde eine Pfarrvikarie Hl. Kreuz eingerichtet, von der aus die Katholiken in Jeinsen, Rössing und Schulenburg betreut wurden. Später kam noch Barnten hinzu. 1975 wurde die Pfarrvikarie zur Pfarrgemeinde erhoben. 1987 erfolgte eine Innenrenovierung, verbunden mit einer Umgestaltung des Altarraums. Ab 1. Januar 2009 gehörte die Kirche zur Pfarrgemeinde Heilig Geist in Sarstedt, am 14. April 2012 wurde die Kirche von Bischof Norbert Trelle profaniert. Das Grundstück mit dem ehemaligen Kirchengebäude wurde zum 1. Juli 2014 an private Eigentümer verkauft.

## Architektur und Ausstattung
Die Kirche wurde als einschiffiger Langhausbau mit Satteldach errichtet. Das historische Kruzifix war eine Leihgabe von Ernst August von Hannover, der Kreuzweg von 1990 stammte von Sieger Köder. Nach der Profanierung kam die sechsregistrige Orgel von 1960/1961 in die evangelische Dorfkirche Bücknitz, einige andere Ausstattungsgegenstände wie Altar und Tabernakel gingen an eine ausgebrannte Kirche in Polen. Die Marienstatue kam in die Kirche Heilige Dreifaltigkeit in Ruthe, der Osterleuchter in die Kirche Heilig Geist in Sarstedt.